# Bledius notialus
Bledius notialus är en skalbaggsart som beskrevs av Herman 1976. Bledius notialus ingår i släktet Bledius och familjen kortvingar. Inga underarter finns listade i Catalogue of Life.